# Martin Johnson (musicista)
Martin Bennett Johnson (Andover, 9 settembre 1985) è un cantautore e produttore discografico statunitense.
È meglio conosciuto come il frontman della pop rock band Boys Like Girls, anche se ha una carriera indipendente come autore e produttore di vari artisti.

## Biografia
Johnson si è diplomato nel 2004 nella Andover High School.
Nel 2005 ha fondato il gruppo musicale Boys Like Girls assieme ad altri musicisti a Boston. La band ha esordito poco tempo dopo con l'album omonimo.
Oltre ad aver scritto canzoni per la band, è anche accreditato come coautore di brani di diversi ed importanti artisti. Ha scritto insieme a Taylor Swift il brano You'll Always Find Your Way Back Home per la colonna sonora Hannah Montana: The Movie (2009).
Nel 2011 ha collaborato con The Cab (Bad), Hot Chelle Rae e Ariana Grande (Put Your Hearts Up). Tra il 2012 ed il 2013 invece ha lavorato come autore e/o produttore per Victoria Justice, The Used, Papa Roach, Megan and Liz, Heaven's Basement, Escape the Fate, Avril Lavigne (Here's to Never Growing Up, Rock N Roll), Jason Derulo (The Other Side), Karmin, Emblem 3, Gavin DeGraw, Mike Posner, Daughtry e Christina Perri.
Nel 2014 ha collaborato con Betty Who, Mat Kearney, Olly Murs e altri.
Johnson ha lavorato su altri progetti anche con Big Time Rush, Andy Grammer, The Veronicas, Jesse McCartney, Mat Kearney, Ellie Goulding, Hilary Duff, Paris Hilton, Black Veil Brides, Breathe Carolina, Pentatonix e altri.
Dal febbraio 2012 all'aprile dello stesso anno è stato fidanzato con la celebre attrice cantautrice Ashley Tisdale.